# I. e. 671
Évszázadok: i. e. 8. század – i. e. 7. század – i. e. 6. század
Évtizedek: i. e. 720-as évek – i. e. 710-es évek – i. e. 700-as évek – i. e. 690-es évek – i. e. 680-as évek – i. e. 670-es évek – i. e. 660-as évek – i. e. 650-es évek – i. e. 640-es évek – i. e. 630-as évek – i. e. 620-as évek
Évek: i. e. 676 – i. e. 675 – i. e. 674 – i. e. 673 –  i. e. 672 – i. e. 671 – i. e. 670 – i. e. 669 – i. e. 668 – i. e. 667 – i. e. 666

## Események
- július 2.: teljes holdfogyatkozás, amit úgy értelmeztek, hogy az asszír király halálát és az egyiptomi fáraó bukását jósolta meg
- július 11.: Assur-ah-iddína beveszi Memphiszt, Taharka fáraó családját és kincstárát hátrahagyva elmenekül